# FYI
FYI es una sigla en inglés derivada de la expresión For Your Information, que, traducida al español, significa «Para su información». Su uso está muy extendido, si bien en español puede verse también sus equivalentes PTI, PVI o PSI, en función del tratamiento al destinatario (tu, vuestra o su). Utilizada comúnmente en mensajes de correo electrónico o en memorandos, FYI suele servir como indicativo por parte del emisor de que su intención es meramente informativa y no requiere respuesta.
Entre los estándares de Internet, ‘FYI’ es un subconjunto de la solicitud de una serie de comentarios (RFC: Request For Comments), que en español se diría como: Solicitud de Comentarios o Petición de Comentarios.
Cuando alguien usa FYI en un contexto de comunicación, generalmente implica que el mensaje que sigue a continuación es informativo y no requiere una acción específica por parte del destinatario, pero es importante que esté informado o esté al tanto de ello. Es una forma directa y concisa de compartir información relevante.